# مارك إليس (لاعب كرة قدم)
مارك إليس (بالإنجليزية: Mark Ellis)‏ (6 يناير 1962 ببرادفورد في المملكة المتحدة - ) هو لاعب كرة قدم بريطاني في مركز الوسط. لعب مع برادفورد سيتي ونادي هاليفاكس تاون وTadcaster Albion A.F.C. ‏.